# Frederick Halterman

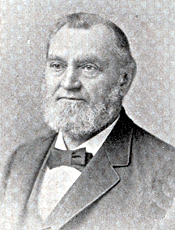
Frederick Halterman

Frederick Halterman (* 22. Oktober 1831 in Bremen; † 22. März 1907 in Philadelphia, Pennsylvania) war ein US-amerikanischer Politiker deutscher Herkunft. Zwischen 1895 und 1897 vertrat er den Bundesstaat Pennsylvania im US-Repräsentantenhaus.

## Werdegang
Der aus dem Bremer Ortsteil Vegesack stammende Frederick Halterman besuchte die öffentlichen Schulen seiner Heimat. Im Jahr 1849 kam er nach Philadelphia, wo er bis 1891 im Lebensmittelhandel arbeitete. Gleichzeitig schlug er als Mitglied der Republikanischen Partei eine politische Laufbahn ein. Zwischen 1880 und 1883 gehörte er dem Stadtrat von Philadelphia an.
Bei den Kongresswahlen des Jahres 1894 wurde Halterman im zweiten Wahlbezirk von Pennsylvania in das US-Repräsentantenhaus in Washington, D.C. gewählt, wo er am 4. März 1895 die Nachfolge des Demokraten William McAleer antrat, den er bei der Wahl geschlagen hatte. Da er im Jahr 1896 gegen McAleer verlor, konnte er bis zum 3. März 1897 nur eine Legislaturperiode im Kongress absolvieren.
Seit 1898 bis zu seinem Tod am 22. März 1907 leitete Frederick Halterman einen lokalen Schulbezirk in Philadelphia.